# Fritz Flörl
Fritz Flörl (* 7. Juli 1883 in Traunstein; † 28. Oktober 1953) war ein deutscher Handwerker.

## Werdegang
Flörl war als Malermeister in München niedergelassen und dort Obermeister der Malerinnung.
Im Juni 1947 wurde er vom Bayerischen Landtag als einer der zwölf bayerischen Vertreter in den Wirtschaftsrat des Vereinigten Wirtschaftsgebietes entsandt. Bei der ersten Bundestagswahl 1949 kandidierte er erfolglos für die Christlich-Soziale Union in Bayern.

## Ehrungen
- Verdienstorden der Bundesrepublik Deutschland, Bundesverdienstkreuz 1. Klasse (1952)